# The Rainbow Princess
The Rainbow Princess er en amerikansk stumfilm fra 1916 af J. Searle Dawley.

## Medvirkende
- Ann Pennington som Hope
- William Courtleigh Jr. som Warren Reynolds.
- Augusta Anderson som Edithe Worthington.
- Grant Stewart som Daingerfield.
- Charles Sutton som Pop Blodgett.